# Annalee Newitz
Annalee Newitz (Irvine, 1969) è una scrittrice e giornalista statunitense, è editrice ed autrice di narrativa e saggistica. Ha scritto per i periodici Popular Science e Wired.
Dal 1999 al 2008 ha curato una rubrica settimanale titolata Techsploitation, apparsa su varie testate, e dal 2000 al 2004 è stata editor culturale del Guardian Bay di San Francisco. Nel 2004 è diventata analista politica presso la Electronic Frontier Foundation. Insieme a Charlie Jane Anders, ha fondato la rivista Other, un periodico che va dal 2002 al 2007. Dal 2008 al 2015 è stata caporedattore del media online io9 del gruppo Gawker, e successivamente della testata sorella Gizmodo, il blog di design e tecnologia di Gawker. A partire dal 2019, scrive come opinionista sul New York Times.

## Biografia
Newitz è nata nel 1969 ed è cresciuta a Irvine, in California. Si è diplomata alla Irvine High School e nel 1987 si è trasferita a Berkeley, in California. Nel 1996, Newitz iniziò a scrivere come freelance. Nel 1998, completò un dottorato di ricerca. in English and American Studies alla UC Berkeley, con una tesi sulle immagini di mostri, psicopatici e capitalismo nella cultura popolare americana del XX secolo, il cui contenuto apparve in seguito in forma di libro dalla Duke University Press.
Intorno al 1999, hanno cofondato il "Post-World War II American Literature and Culture Database" nel tentativo di raccontare la letteratura moderna e la cultura popolare.

## Carriera
Newitz è diventata scrittrice e giornalista a tempo pieno nel 1999 dopo l'invito a scrivere una rubrica settimanale per la Metro Silicon Valley, una rubrica che poi è apparsa su altre testate per nove anni. Newitz è stata poi redattrice culturale presso il Guardian Bay di San Francisco dal 2000 al 2004.
Newitz ricevette la borsa di studio Knight Science Journalism per il periodo 2002-2003, per il suo lavoro di ricercatrice presso il Massachusetts Institute of Technology. Dal 2004 al 2005 è stata analista politica per la Electronic Frontier Foundation e dal 2007 al 2009 è stata membro del consiglio di Computer Professionals for Social Responsibility. Newitz e Charlie Jane Anders, autrice e commentatrice, vincitrice del premio Hugo, hanno cofondato la rivista Other.
Nel 2008, il gruppo Gawker offrì a Newitz di aprire un blog di scienza e la fantascienza, con il titolo di io9, per il quale è stata capo redattore dalla sua fondazione fino al 2015, quando si fuse con Gizmodo, un blog di design e tecnologia del gruppo Gawker; Newitz assunse quindi lo stesso ruolo nella nuova testata. Nel novembre 2015, Newitz ha lasciato Gawker per unirsi ad Ars Technica, dove opera come Tech Culture Editor da dicembre 2015.
Ha scritto il primo romanzo nel 2017, Autonomous, nominato come miglior romanzo per il Nebula Award nel 2018. Ha poi scritto The Future of Another Timeline (2019), che ha descritto nel proprio sito web: "Parla di viaggi nel tempo e come sarebbe incontrare se stessi da adolescente e avere una conversazione molto, molto intensa su quanto siano stronzi i tuoi compagni del liceo."

## Vita privata

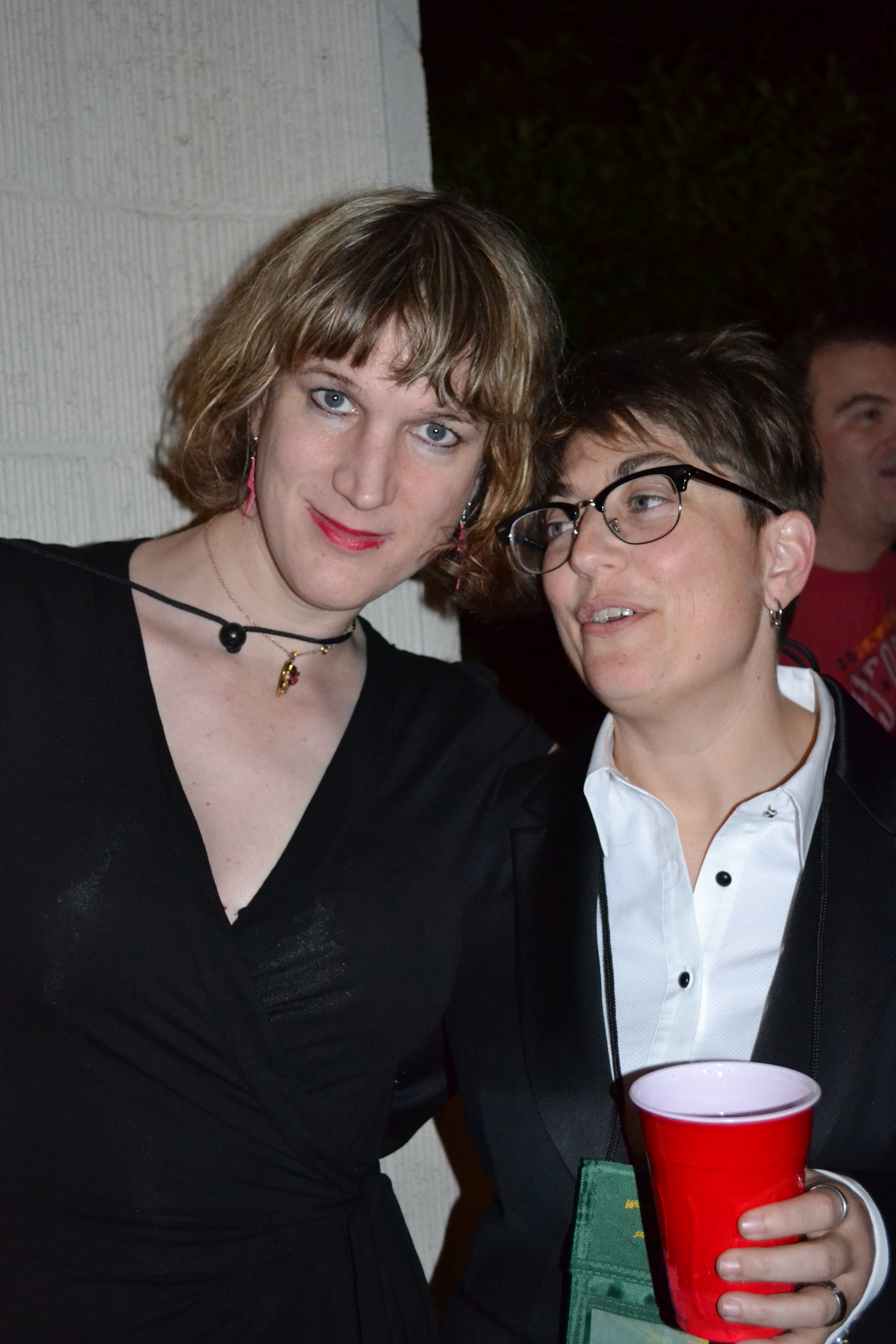
Charlie Jane Anders e Annalee Newitz nel 2011

Newitz è figlia di due insegnanti di inglese: la madre, Cynthia, al liceo e il padre Marty, al college della comunità. Dal 2000, ha una relazione con Charlie Jane Anders con cui hanno creato a marzo 2018 il podcast Our Opinions Are Correc. Newitz (e questo articolo nella versione inglese) adotta il pronome personale "they" al posto di "she" per non sottostare alla classificazione maschile/femminile.

## Collaborazione
- Cofondatrice, Bad Subject, 1992[16][17]
- Cofondatrice, other (rivista), 2002[18]
- Cofondatrice, caporedattrice, io9.com, blog di fantascienza e scienza di Gawker Media[19]
- Redattrice capo, Gizmodo, blog sulla tecnologia di Gawker Media[20]
- Editrice di cultura tecnologica, Ars Technica[21]

## Premi e nomine
- Autonomous (Tor Books, settembre 2017) 
  - Finalista per il Nebula Award 2018 come miglior romanzo[22]
  - Finalista per il 2018 John W. Campbell Memorial Award[23]
  - Finalista per il Locus Award 2018 per il miglior primo romanzo[24]
  - Vincitrice del Lambda Literary Award 2018 nella categoria "SF/Fantasy/ Horror"[25]
- Vincitrice del 2019 Premio Theodore Sturgeon Memorial per la migliore breve fantascienza - "When Robot and Crow Saved East St. Louis"[26]
- Vincitrice del premio Hugo 2019 per il miglior Fancast - Le nostre opinioni sono corrette[27]

## Opere pubblicate
Il lavoro di Newitz è stato pubblicato su Popular Science, Wired, Salon.com, New Scientist, Metro Silicon Valley, the San Francisco Bay Guardian, e su AlterNet. Oltre a questi periodici cartacei e online, ha pubblicato i seguenti racconti e libri:

### Storie brevi
- "The Great Oxygen Race", rivista Hilobrow, 2010
- "The Gravity Fetishist ", rivista Flurb, 2010
- "Twilight of the Eco-Terrorist", Apex Magazine, 2011
- "Unclaimed", Shimmer Magazine, numero 18, 2014
- "Drones Don't Kill People", rivista Lightspeed, numero 54, 2014
- "All Natural Organic Microbes", MIT's Twelve Tomorrows, 2016
- "Birth of the Ant Rights Movement", Ars Technica UK, 2016
- "The Blue Fairy's Manifesto", Robot vs. Fate, ed. di Dominik Parisien e Navah Wolfe, 2018
- "When Robot and Crow Saved East St. Louis", Slate, 2018. Vincitore del Theodore Sturgeon Memorial Award 2019 per la migliore storia breve di fantascienza.[26]

### Saggi
- "Two Scenarios for the Future of Solar Energy", Geroglifico: storie e visioni per un futuro migliore ed. di Kathryn Cramer e Ed Finn, William Morrow, 2014
- "Grandi scienziate nella storia", Particolati, ed. Nalo Hopkinson, 2018

### Libri
Saggistica
- White Trash: Race and Class in America (Routledge Press, 1997)
- The Bad Subject Anthology (New York University Press, 1998)
- Pretend We're Dead: Capitalist Monsters in American Pop Culture  (Duke University Press, 2006)
- She's Such a Geek, co-curata, con Charlie Anders (Seal Press, 2006)
- Scatter, Adapt, and Remember: How Humans Will Survive a Mass Extinction  (Doubleday, 2013)

Narrativa
- Autonomous (Tor Books, settembre 2017) nomina per il miglior romanzo al Premio Nebula 2018[22], finalista al John W. Campbell Memorial Award 2018, finalista al miglior del primo romanzo al premio Locus 2018, vincitore del Lambda Award 2018 SF / Fantasy / Horror[25]
- The Future of Another Timeline (Tor Books, 2019)[29]
- The Terraformers (Tor Books, imminente 2021)